# 12681 Pevear
12681 Pevear è un asteroide della fascia principale. Scoperto nel 1981, presenta un'orbita caratterizzata da un semiasse maggiore pari a 2,7314990 au e da un'eccentricità di 0,2287589, inclinata di 14,09660° rispetto all'eclittica.